# Đội tuyển bóng đá U-20 quốc gia Thái Lan
Đội tuyển bóng đá U-20 quốc gia Thái Lan là đại diện quốc gia của bóng đá nam Thái Lan tại các giải đấu lứa tuổi U-20 và U-19 trên thế giới, châu lục và khu vực. Đội tuyển được thành lập và quản lý bởi Hiệp hội bóng đá Thái Lan.

## Thành tích quốc tế

### Giải vô địch bóng đá U-20 thế giới
| 1977 tới 2023 | Không vượt qua vòng loại |

### Giải vô địch bóng đá U-19 châu Á
| Năm           | Thành tích              | St  | T  | H  | B  | Bt  | Bb  |
| ------------- | ----------------------- | --- | -- | -- | -- | --- | --- |
| 1959          | Nhóm khuyến khích       |     |    |    |    |     |     |
| 1960          | Vòng bảng               | 3   | 1  | -  | 2  | 14  | 7   |
| 1961          | Hạng 3                  | 5   | 4  | -  | 1  | 14  | 6   |
| 1962          | Vô địch                 | 6   | 4  | 2  | -  | 10  | 3   |
| 1963          | Hạng 3                  | 6   | 4  | -  | 2  | 15  | 8   |
| 1964          | DNP                     |     |    |    |    |     |     |
| 1965          | Vòng bảng               | 4   | 1  | 1  | 2  | 1   | 3   |
| 1966          | Hạng 3                  | 6   | 3  | 2  | 1  | 9   | 4   |
| 1967          | Tứ kết                  | 3   | 2  | -  | 1  | 12  | 1   |
| 1968          | Vòng 2                  | 2   | -  | -  | 2  | 1   | 5   |
| 1969          | Vô địch                 | 5   | 4  | 1  | -  | 18  | 4   |
| 1970          | Vòng bảng               | 3   | -  | 1  | 2  | 1   | 6   |
| 1971 đến 1975 | DNP                     |     |    |    |    |     |     |
| 1976          | Hạng 3                  | 5   | 2  | 2  | 3  | 8   | 8   |
| 1977 đến 1978 | DNP                     |     |    |    |    |     |     |
| 1980          | Vòng bảng               | 4   | 1  | -  | 3  | 6   | 5   |
| 1982          | DNP                     |     |    |    |    |     |     |
| 1985          | Vòng bảng               | 3   | -  | -  | 3  | 3   | 13  |
| 1986 đến 1990 | DNQ                     |     |    |    |    |     |     |
| 1992          | Vòng bảng               | 4   | 1  | -  | 3  | 5   | 13  |
| 1994          | Hạng 3                  | 6   | 3  | 1  | 2  | 9   | 6   |
| 1996          | Vòng bảng               | 4   | 1  | 1  | 2  | 3   | 7   |
| 1998          | Vòng bảng               | 4   | 1  | 3  | -  | 6   | 2   |
| 2000          | Vòng bảng               | 4   | -  | 1  | 3  | 4   | 13  |
| 2002          | Vòng bảng               | 3   | -  | 1  | 2  | 2   | 7   |
| 2004          | Vòng bảng               | 3   | 1  | 1  | 1  | 3   | 4   |
| 2006          | Vòng bảng               | 3   | 1  | -  | 2  | 3   | 5   |
| 2008          | Vòng bảng               | 3   | 1  | -  | 2  | 3   | 4   |
| 2010          | Vòng bảng               | 3   | -  | 1  | 2  | 1   | 3   |
| 2012          | Vòng bảng               | 3   | 1  | -  | 2  | 3   | 6   |
| 2014          | Vòng bảng               | 4   | 2  | -  | 2  | 6   | 8   |
| 2016          | Vòng bảng               | 3   | 0  | 0  | 3  | 3   | 13  |
| 2018          | Tứ kết                  | 4   | 1  | 1  | 2  | 9   | 14  |
| 2023          | DNQ                     |     |    |    |    |     |     |
| Tổng          | Tốt nhất: 2 lần vô địch | 132 | 51 | 21 | 60 | 218 | 206 |

- DNP: Không tham dự
- DNQ: Không vượt qua vòng loại

### Giải vô địch bóng đá U20 Đông Nam Á
| Giải vô địch bóng đá U20 Đông Nam Á | Giải vô địch bóng đá U20 Đông Nam Á | Giải vô địch bóng đá U20 Đông Nam Á | Giải vô địch bóng đá U20 Đông Nam Á | Giải vô địch bóng đá U20 Đông Nam Á | Giải vô địch bóng đá U20 Đông Nam Á | Giải vô địch bóng đá U20 Đông Nam Á | Giải vô địch bóng đá U20 Đông Nam Á |
| Năm                                 | Thành tích                          | St                                  | T                                   | H                                   | B                                   | Bt                                  | Bb                                  |
| ----------------------------------- | ----------------------------------- | ----------------------------------- | ----------------------------------- | ----------------------------------- | ----------------------------------- | ----------------------------------- | ----------------------------------- |
| 2002                                | Vô địch                             | 6                                   | 5                                   | 1                                   | 0                                   | 24                                  | 6                                   |
| 2005                                | Vòng 1                              | 4                                   | 2                                   | 0                                   | 2                                   | 13                                  | 6                                   |
| 2006                                | Hạng 3                              | 3                                   | 1                                   | 0                                   | 2                                   | 3                                   | 6                                   |
| 2007                                | Hạng 3                              | 5                                   | 3                                   | 1                                   | 1                                   | 18                                  | 3                                   |
| Tổng                                | Tốt nhất: 1 lần vô địch             | 18                                  | 11                                  | 2                                   | 5                                   | 58                                  | 21                                  |

### Giải vô địch bóng đá U19 Đông Nam Á
| Giải vô địch bóng đá U19 Đông Nam Á | Giải vô địch bóng đá U19 Đông Nam Á | Giải vô địch bóng đá U19 Đông Nam Á | Giải vô địch bóng đá U19 Đông Nam Á | Giải vô địch bóng đá U19 Đông Nam Á | Giải vô địch bóng đá U19 Đông Nam Á | Giải vô địch bóng đá U19 Đông Nam Á | Giải vô địch bóng đá U19 Đông Nam Á |
| Năm                                 | Thành tích                          | St                                  | T                                   | H                                   | B                                   | Bt                                  | Bb                                  |
| ----------------------------------- | ----------------------------------- | ----------------------------------- | ----------------------------------- | ----------------------------------- | ----------------------------------- | ----------------------------------- | ----------------------------------- |
| 2008                                | Hạng 4                              | 4                                   | 1                                   | 0                                   | 3                                   | 4                                   | 6                                   |
| 2009                                | Vô địch                             | 5                                   | 3                                   | 2                                   | 0                                   | 8                                   | 3                                   |
| 2010                                | Bán kết                             | 4                                   | 0                                   | 3                                   | 1                                   | 2                                   | 3                                   |
| 2011                                | Vô địch                             | 6                                   | 5                                   | 1                                   | 0                                   | 17                                  | 2                                   |
| 2012                                | Không tham dự                       | -                                   | -                                   | -                                   | -                                   | -                                   | -                                   |
| 2013                                | Vòng 1                              | 5                                   | 1                                   | 1                                   | 3                                   | 16                                  | 12                                  |
| 2014                                | Thứ 3                               | 4                                   | 2                                   | 0                                   | 2                                   | 9                                   | 6                                   |
| 2015                                | Vô địch                             | 6                                   | 6                                   | 0                                   | 0                                   | 29                                  | 2                                   |
| 2016                                | Á quân                              | 7                                   | 6                                   | 0                                   | 1                                   | 16                                  | 12                                  |
| 2017                                | Vô địch                             | 7                                   | 5                                   | 2                                   | 0                                   | 11                                  | 2                                   |
| 2018                                | Hạng 4                              | 7                                   | 4                                   | 1                                   | 2                                   | 17                                  | 4                                   |
| Tổng                                | Tốt nhất: 3 lần vô địch             | 51                                  | 31                                  | 10                                  | 12                                  | 129                                 | 52                                  |

## Đội hình
Danh sách 23 cầu thủ chính thức tham dự giải vô địch bóng đá U-19 châu Á 2016.
| Số | VT | Cầu thủ                     | Ngày sinh (tuổi)  | Trận | Bàn | Câu lạc bộ               |
| -- | -- | --------------------------- | ----------------- | ---- | --- | ------------------------ |
| 1  | TM | Korraphat Narichan          | 7 tháng 10, 1997  |      |     | Bangkok Glass            |
| 18 | TM | Chakhon Philakhlang         | 8 tháng 3, 1998   |      |     | Chonburi                 |
| 23 | TM | Taro Prasarnkarn            | 27 tháng 11, 1997 |      |     | Phrae United             |
|    |    |                             |                   |      |     |                          |
| 2  | HV | Meechok Marhasaranukun      | 12 tháng 12, 1997 |      |     | Port                     |
| 3  | HV | Apisit Sorada               | 28 tháng 2, 1997  |      |     | Air Force Central        |
| 4  | HV | Torsak Sa-ardeiem           | 30 tháng 6, 1997  |      |     | Bangkok Glass            |
| 5  | HV | Kritsada Gaman              | 18 tháng 3, 1999  |      |     | Phan Thong               |
| 16 | HV | Saringkan Promsupa          | 29 tháng 3, 1997  |      |     | Rayong                   |
| 20 | HV | Tirapon Thanachartkul       | 23 tháng 8, 1998  |      |     | Assumption United        |
|    |    |                             |                   |      |     |                          |
| 6  | TV | Saharat Sontisawat          | 13 tháng 1, 1998  |      |     | Chonburi                 |
| 7  | TV | Wisarut Imura               | 18 tháng 10, 1997 |      |     | Bangkok United           |
| 8  | TV | Suksan Mungpao              | 5 tháng 3, 1997   |      |     | Phrae United             |
| 10 | TV | Sansern Limwattana          | 31 tháng 7, 1997  |      |     | Bangkok United           |
| 11 | TV | Supachok Sarachat           | 22 tháng 5, 1998  |      |     | Buriram United           |
| 12 | TV | Kanarin Thawornsak          | 27 tháng 5, 1997  |      |     | Ratchaburi Mitr Phol     |
| 13 | TV | Anon Amornlerdsak           | 6 tháng 11, 1997  |      |     | Buriram United           |
| 14 | TV | Sorawit Panthong            | 20 tháng 2, 1997  |      |     | Muangthong United        |
| 17 | TV | Jakkit Wechpirom            | 26 tháng 1, 1997  |      |     | Chainat Hornbill         |
| 22 | TV | Worachit Kanitsribampen (c) | 24 tháng 8, 1997  |      |     | Chonburi                 |
|    |    |                             |                   |      |     |                          |
| 9  | TĐ | Warut Boonsuk               | 23 tháng 8, 1997  |      |     | Bangkok Glass            |
| 15 | TĐ | Sittichok Phaso             | 28 tháng 1, 1999  |      |     | Chonburi                 |
| 19 | TĐ | Sirimongkhon Jitbanjong     | 8 tháng 8, 1997   |      |     | Simork                   |
| 21 | TĐ | Supachai Jaided             | 1 tháng 12, 1998  |      |     | Super Power Samut Prakan |

### Từng được gọi
Các cầu thủ được gọi lên tuyển U-19 Thái Lan trong vòng 12 tháng qua.
| Vt | Cầu thủ                      | Ngày sinh (tuổi)  | Số trận | Bt | Câu lạc bộ               | Lần cuối triệu tập                              |
| -- | ---------------------------- | ----------------- | ------- | -- | ------------------------ | ----------------------------------------------- |
| TM | Sumethee Khokpho             | 5 tháng 11, 1998  |         |    | Fortuna Düsseldorf       | Giải vô địch bóng đá U19 Đông Nam Á 2016        |
|    |                              |                   |         |    |                          |                                                 |
| HV | Arthit Kansangwet            | 22 tháng 7, 1998  |         |    | Phan Thong               | Chuẩn bị Giải vô địch bóng đá U-19 châu Á 2016  |
| HV | Chotipat Poomkeaw            | 28 tháng 5, 1998  |         |    | Chiangrai United         | Chuẩn bị Giải vô địch bóng đá U-19 châu Á 2016  |
| HV | Jakkrapong Suabsamutr        | 27 tháng 8, 1998  |         |    | Super Power Samut Prakan | Chuẩn bị Giải vô địch bóng đá U-19 châu Á 2016  |
| HV | Athit Auea-fuea              | 7 tháng 1, 1997   |         |    | Rangsit                  | Giải vô địch bóng đá U19 Đông Nam Á 2016        |
| HV | Sarayut Sompim               | 23 tháng 3, 1997  |         |    | Bangkok United           | Giải vô địch bóng đá U19 Đông Nam Á 2016        |
| HV | Ariyapol Chanson             | 17 tháng 4, 1998  |         |    | Samut Prakan United      | Giải vô địch bóng đá U19 Đông Nam Á 2016        |
| HV | Adisak Narattho              | 4 tháng 9, 1998   |         |    | Super Power Samut Prakan | Vòng loại giải vô địch bóng đá U-19 châu Á 2016 |
| HV | Makawan Koedanan             |                   |         |    | Braga                    | Giải vô địch bóng đá U19 Đông Nam Á 2016        |
|    |                              |                   |         |    |                          |                                                 |
| TV | Eakkanit Punya               | 21 tháng 10, 1999 |         |    | Chiangrai United         | Chuẩn bị Giải vô địch bóng đá U-19 châu Á 2016  |
| TV | Jaroensak Wongkorn           | 18 tháng 5, 1997  |         |    | Air Force Central        | Chuẩn bị Giải vô địch bóng đá U-19 châu Á 2016  |
| TV | Natkanet Jintapaphuthanasiri | 1 tháng 5, 1997   |         |    | Port                     | Giải vô địch bóng đá U19 Đông Nam Á 2016        |
| TV | Techin Mooktarakosa          | 18 tháng 4, 1997  |         |    | Port                     | Giải vô địch bóng đá U19 Đông Nam Á 2016        |
| TV | Siwakorn Sangwong            | 6 tháng 2, 1997   |         |    | Bangkok Glass            | Vòng loại giải vô địch bóng đá U-19 châu Á 2016 |
|    |                              |                   |         |    |                          |                                                 |
| TĐ | Nantawat Suankaeo            | 8 tháng 12, 1997  |         |    | Bangkok Glass            | Chuẩn bị Giải vô địch bóng đá U-19 châu Á 2016  |
| TĐ | Veerapong Khorayok           | 30 tháng 5, 1997  |         |    | Khonkaen                 | Chuẩn bị Giải vô địch bóng đá U-19 châu Á 2016  |
| TĐ | Rittidet Phensawat           | 21 tháng 3, 1997  |         |    | Phan Thong               | Vòng loại giải vô địch bóng đá U-19 châu Á 2016 |

## Danh hiệu

### Châu lục
- Giải vô địch bóng đá U-19 châu Á

-  Cúp vô địch (2): 1962, 1969

-  Huy chương bạc (5): 1961, 1963, 1966, 1976, 1994

### Khu vực
- Giải vô địch bóng đá U19 Đông Nam Á

-  Cúp vô địch (4): 2002, 2009, 2011, 2015,2017

-  Huy chương bạc (2): 2010, 2016

-  Huy chương đồng (3): 2006, 2007, 2014

### Giải khác
- Cúp Hassanal Bolkiah

-  Cúp vô địch (2): 2005, 2007

-  Huy chương bạc (1): 2002